# Boca de Jaruco
Boca de Jaruco es una localidad cubana del municipio de Santa Cruz del Norte, en la provincia de Mayabeque.

## Historia
Hacia mediados del XIX, el lugar tenía contabilizada una población de 32 habitantes. Aparece descrito en el primer tomo del Diccionario geográfico, estadístico, histórico, de la isla de Cuba de Jacobo de la Pezuela con las siguientes palabras:

Boca de Jaruco. Caserío en el Part.º de Guanabo, J. de Jaruco, situado en la orilla izquierda de la desembocadura del rio de su nombre. Le componen 5 pobres viviendas, de embarrado y guano, habitadas por 32 personas. En sus inmediaciones se halla la batería que defiende la entrada del río. La planta de esta fortificacion es un arco de círculo á barbeta, cuya cuerda es de 36 ½ varas, y su gola se halla cerrada con un muro aspillerado de 6 varas de altura y 7 de esplanada y un torreon circular de 8 varas de diámetro esterior y 7 de elevacion con dos pisos destinados para almacen de pólvora. Tiene un hornillo para bala roja, aljibe, y las demás dependencias y oficinas necesarias para el alojamiento de su guarnicion, que es generalmente de 14 hombres y un oficial. Está artillada con 4 piezas de diferentes calibres. Confina por el N. con el mar, por el S. con la aldea de San Matias ó los Almacenes, de la cual dista como un cuarto de legua; tiene al E. la sierra del Arzobispo y al caserío de Santa Cruz que está á poco mas de 2 leguas cubanas, y por el O. la sierra de Sibanimar, y los caseríos de la Boca del Rincon y de Guanabo. Se halla á 10 leguas al E. de la capital, y 4 al N. de la ciudad cabecera de su jurisdiccion.
(Pezuela, 1863, p. 188)

En el año 2002, la localidad, por entonces perteneciente a la antigua provincia de La Habana, tenía, según el Censo de Población y Viviendas, 1139 habitantes. En la actualidad, pertenece a la provincia de Mayabeque.